# Med små lamm i lugn och ro
Med små lamm i lugn och ro är en psalm med text skriven 1967 av Britt G Hallqvist. Musiken skrevs samma år av Bertil Hallin på uppdrag av författarinnan.
Visan ingår i samlingen "Titta vad jag fann!", utgiven på Verbums Förlag 1967. Visorna, som handlar om personer och händelser i Gamla Testamentet, sjöngs in på LP-skiva av Ulla Neumann. 
Sångerna blev mycket uppskattade av både pedagoger och barn och används fortfarande (2017) i såväl undervisningen som i det kyrkliga barnarbetet. Med små lamm... ingår som psalm nr 852 i tillägget till Psalmer och Sånger.

## Publicerad som
- Psalmer och Sånger 1987 som nummer 852 under rubriken "Framtiden och hoppet - Kristi återkomst".[1]